# Casteldelfino
Casteldelfino (piemontesisch Casteldelfin) ist eine Gemeinde in der italienischen Provinz Cuneo (CN), Region Piemont.

## Lage und Einwohner
Casteldelfino liegt rund 60 km nordwestlich von der Provinzhauptstadt Cuneo entfernt auf einer Höhe von 1296 m über dem Meeresspiegel im oberen Valle Varaita. Bei dem Ort vereinigen sich die beiden Quellflüsse, die Varaita di Bellino und die Varaita di Chianale, zum Gebirgsfluss Varaita. Das Gemeindegebiet umfasst eine Fläche von 33 km² und hat 139 Einwohner (Stand 31. Dezember 2023). Auf dem Gebiet von Casteldelfino befindet sich ein großer Teil des Alevè-Waldes, des größten Pinienwaldes Westeuropas. Es ist ein von der Europäischen Union geschütztes Gebiet, ebenso wie die dort lebenden Tierarten.
Die Nachbargemeinden sind Bellino, Elva, Oncino, Pontechianale und Sampeyre.

## Geschichte

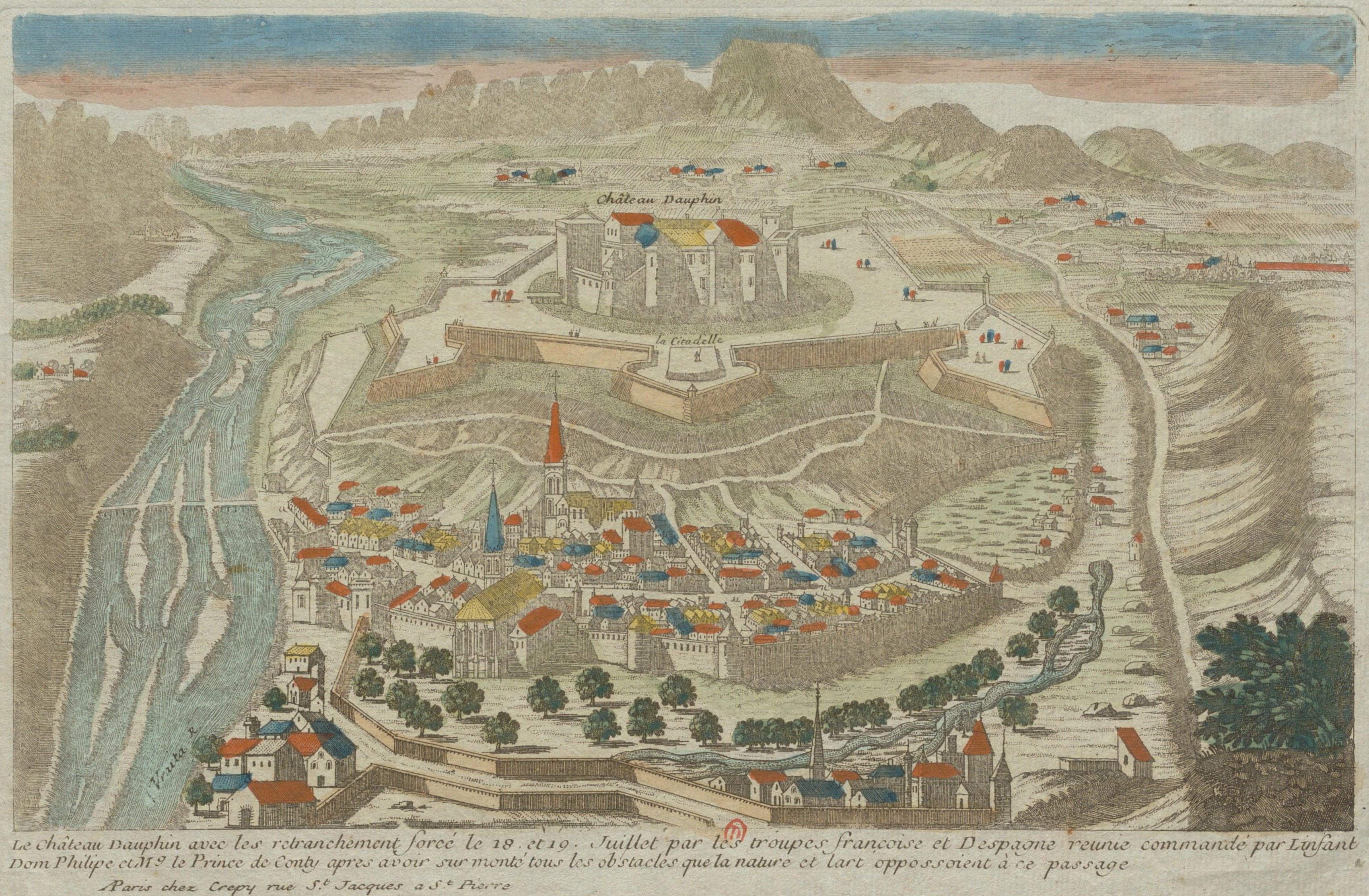
Die Burg von Casteldelfino 1744

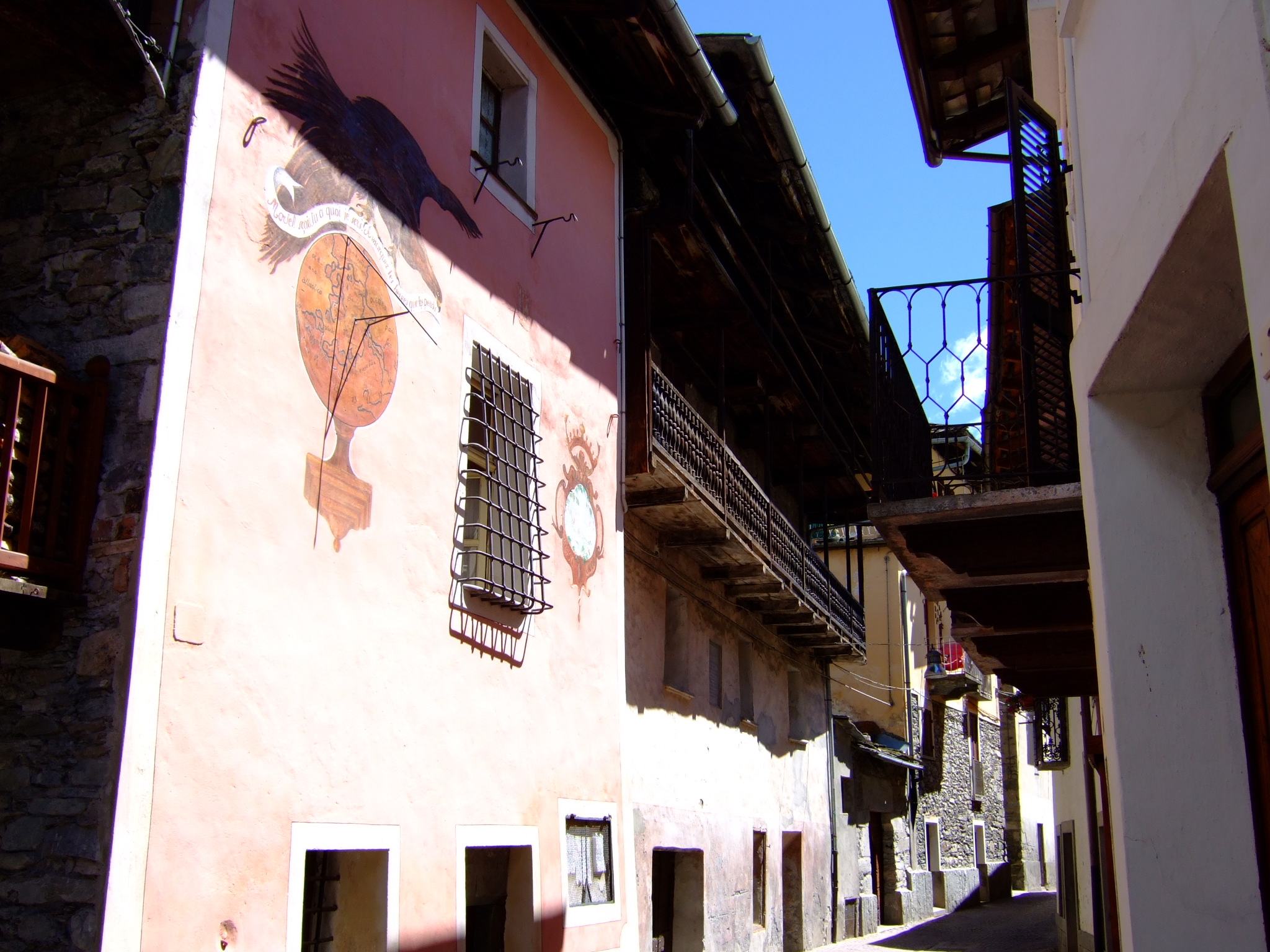
Straßenbild in Casteldelfino

Erbaut in einem seit der Antike besiedelten Gebiet, ist es seit dem 11. Jahrhundert unter dem Namen Sant'Eusebio bekannt, der an den gleichnamigen Heiligen erinnert, dessen Kult im Varaita-Tal weit verbreitet war, von wo er wahrscheinlich ausging Saluzzo, durch die Arbeit der Mönche des örtlichen Klosters Sant'Eusebio. Der alte Ortsname wurde eine Zeit lang neben dem heutigen verwendet, der ab dem 14. Jahrhundert als „Castrum Dalphini“ bezeugt ist und sich auf die Burg bezieht, die von den Dauphins von Vienne, den Herren der Gegend, auf einem Felsvorsprung erbaut wurde.
Ende des 14. Jahrhunderts wurde es durch das Wasser des Baches Varaita zerstört, dessen Lauf durch einen Erdrutsch, der sich vom Berg Guglietta löste, umgeleitet wurde. In der zweiten Hälfte des 16. Jahrhunderts wurde sie weiter oben rund um die Festung wieder aufgebaut und war in blutige Religionskämpfe verwickelt. Nach der Eroberung durch die Savoyer kehrte es später an die Franzosen zurück. Im 18. Jahrhundert kehrte es endgültig zum savoyischen Staat zurück und verzeichnete ein Wirtschaftswachstum, das mit der Eisenverarbeitung und dem Aufstieg der Wollindustrie verbunden war. Die Geschichte nach der Wiedervereinigung verschmilzt mit der des Rests der Halbinsel.
Unter den historisch-architektonischen Zeugnissen stechen folgende hervor: Die Pfarrkirche Santa Margherita mit einem wertvollen Portal aus dem 15. Jahrhundert und im Inneren einem Freskenzyklus und einem Taufbecken aus der zweiten Hälfte des 15. Jahrhunderts; die kleine Kirche Sant'Eusebio, die als einziges Gebäude vom Erdrutsch verschont blieb; der Truei-Brunnen vom Anfang des 16. Jahrhunderts; Casa Ronhail, ein schönes Beispiel eines Herrenhauses aus dem späten 15. Jahrhundert; die Überreste der Burg Delfinale, erbaut in der ersten Hälfte des 14. Jahrhunderts.
Im Jahr 1861 war Casteldelfino der Stützpunkt der Expedition von William Mathews, dem am 30. August die Erstbesteigung des Monte Viso gelang.